# Marie-Paule Teulade-Fichou
Marie-Paule Teulade-Fichou, née le 
7 novembre 1957, est une chimiste française spécialiste de l'acide nucléique. 

## Biographie
Elle travaille au laboratoire de chimie de l'Institut Curie. Elle reçoit la médaille d'argent du CNRS en 2015. Ses recherches consistent à concevoir des molécules capables de se lier aux G-quadruplexes pour lutter contre le cancer. Elle est membre du comité scientifique du prix du magazine La recherche.

## Honneurs et récompenses
- 2015 : Médaille d'argent du CNRS[3].